# Homoeopternis
Homoeopternis is een geslacht van rechtvleugeligen uit de familie veldsprinkhanen (Acrididae). De wetenschappelijke naam van dit geslacht is voor het eerst geldig gepubliceerd in 1953 door Uvarov.

## Soorten
Het geslacht Homoeopternis  is monotypisch en omvat slechts de volgende soort:
- Homoeopternis crassiceps (Uvarov, 1953)